# Bisdom Kielce

Bisdommen in Polen
4. Aartsbisdom Krakau
5. Bisdom Bielsko-Żywiec
6. Bisdom Kielce
7. Bisdom Tarnów

Het bisdom Kielce (Latijn: Dioecesis Kielcensis, Pools: Diecezja Kielecka) is een in Polen gelegen rooms-katholiek bisdom met zetel in de stad Kielce. Het bisdom behoort tot de kerkprovincie Krakau, en is samen met de bisdommen Bielsko-Żywiec en Tarnów, suffragaan aan het aartsbisdom Krakau.

## Geschiedenis
- 1805: Opgericht als bisdom Kielce uit delen van het bisdom Krakau
- 1818: Opgeheven
- 28 december 1882: Heropgericht als bisdom Kielce
- 28 oktober 1925: Gebied verloren bij oprichting bisdom Częstochowa
- 25 maart 1992: Gebied verloren bij oprichting bisdom Sosnowiec

## Bisschoppen van Kielce
- 1805-1818 Wojciech Gorski
- 1883-1907 Tommaso Teofilo Kulinski
- 1910-1937 Agostino Losinski
- 1938-1963 Czeslaw Kaczmarek
- 1967-1980 Jan Jaroszewicz
- 1981-1993 Stanisław Szymecki
- 1993-heden Kazimierz Ryczan

### Hulpbisschoppen in Kielce
- 1935-1957 Franciszek Sonik
- 1957-1967 Jan Jaroszewicz
- 1960-1968 Edward Jan Muszynski
- 1968-1981 Edward Henryk Materski
- 1972-1993 Jan Gurda
- 1982-2001 Mieczysław Jaworski
- 1986-1992 Piotr Skucha
- 1998-heden Marian Florczyk
- 2004-heden Kazimierz Gurda

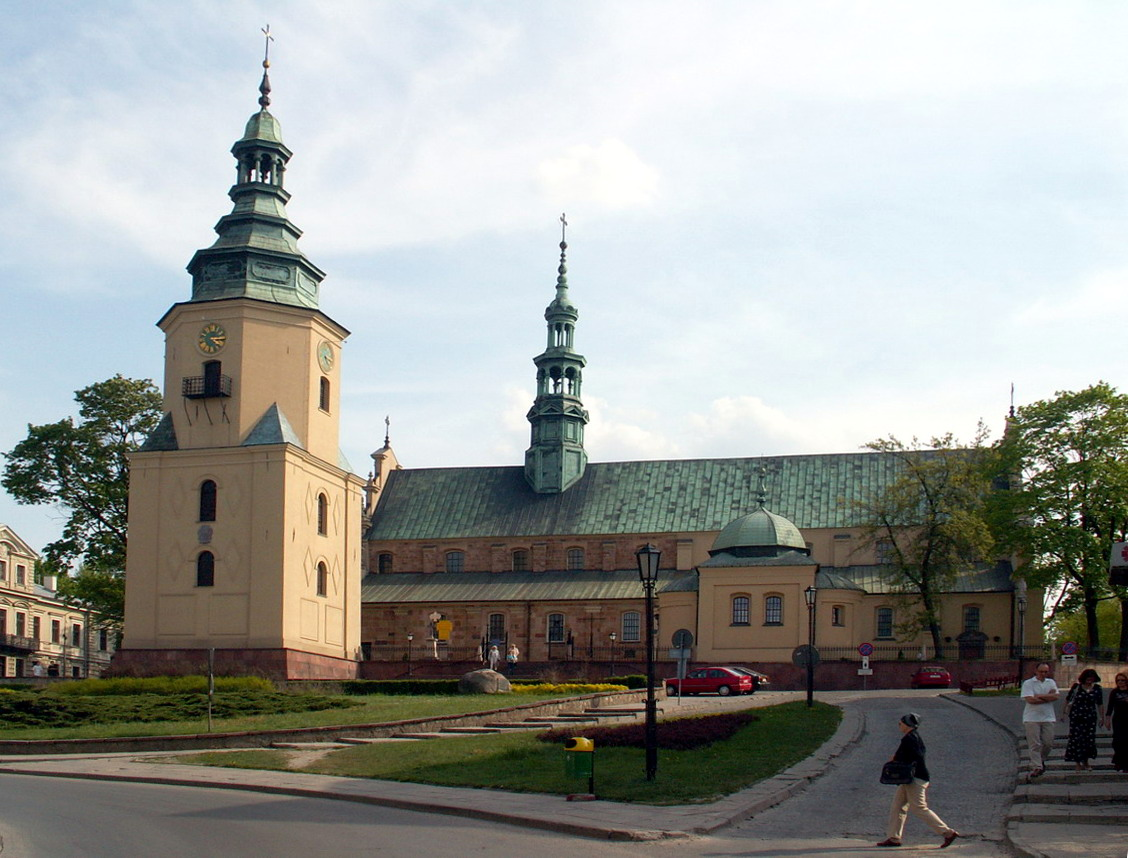
Kathedraal van Kielce
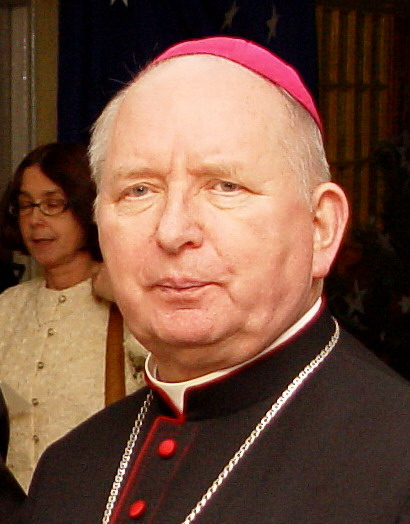
Bisschop Kazimierz Ryczan